# Ратно законодавство
Ратно законодавство (енгл. martial law) је скуп унутрашњих прописа једне државе који ступају на снагу у случају ратне опасности, проглашења ратног стања или за време рата. У пракси, ратно законодавство значи суспензију устава и дотадашњег цивилног законодавства, уз ограничења права и надлежности цивилног становништва и цивилних органа власти.

## Значење
Увођење ратног законодавства доводи до бројних промена у друштву:
- измена организације и надлежности законодавних и управних органа власти,
- измена административно-територијалне поделе земље,
- измена кривичног законодавства,
- померање или укидање одређених надлежности цивилног судства,
- суспендовање и ограничење одређених права[а] грађана, друштвених организација и заједница и правних лица.[1]

Проглашењем ратног стања долази до низа промена у унутрашњем правном систему зараћених страна, а на снагу ступају ратни прописи, припремљени још у време мира, који из основа мењају мирнодопски систем организације државе и друштва и замењују га ратним.

## По земљи/региону

### Јерменија
Током рата у Нагорно-Карабаху 2020. јерменски премијер Никол Пашињан прогласио је ванредно стање.

### Аустралија
Црни рат је био период насилног сукоба између британских колониста и аустралијских Абориџина на Тасманији од средине 1820-их до 1832. Са ескалацијом насиља у касним 1820-им,  вицегувернер Џорџ Артур је у новембру 1828. прогласио ванредно стање, обезбеђујући правни имунитет за убијање Абориџина. Он је остао на снази више од три године, што је најдужи период ванредног стања у историји британских колонија на аустралијском континенту. Према подацима из 2022, ванредно стање никада није проглашено откако је континент постао нација.

### Египат
У Египту је ванредно стање на снази готово непрекидно од 1967. Након убиства председника Анвара ел Садата 1981. године, проглашено је ванредно стање. Египат је од тада под ванредним стањем са неколико кратких изузетака. Парламент је обнављао ванредне законе сваке три године од када су наметнути. Стање је продужено 2003. године и требало је да истекне крајем маја 2006. године; постојали су планови да се оно замени новим антитерористичким законима. Међутим након бомбардовања у Дахабу у априлу те године, ванредно стање је обновљено на још две године. У мају 2008. дошло је до даљег продужења до јуна 2010. године. У мају 2010. ванредно стање је додатно продужено, али уз обећање владе да ће се примењивати само на осумњичене за 'тероризам и дрогу'.

### Иран
Дана 7. септембра 1978. године, као одговор на јавне демонстрације протестовања због наводне умешаности владе у смрт сина ајатолаха Хомеинија, Мостафе Хомеинија, шах Мохамед Реза Пахлави именовао је начелника армијског штаба генерала Голама Али Овеисија за војног гувернера главног града Техерана. Влада је 8. септембра ефективно прогласила ванредно стање у главном граду заједно са неколико других градова широм земље, након чега су избили даљи протести који су довели до тога да је војска истог дана отворила ватру на групу демонстраната на тргу Џале у Техерану. Процене о броју жртава варирају. Међутим, према иранском активисти за људска права Емадедину Багију, број убијених је 88, од којих су 64 убијена на тргу Џале. Тај дан се често назива Црни петак. У немогућности да контролише немире, шах је 6. новембра распустио цивилну владу на челу са премијером Џафаром Шариф-Емамијем и именовао генерала Голама Резу Азарија за премијера који је на крају није био успешан у својим напорима да успостави ред у земљи. Док се спремао да напусти земљу, шах је распустио војну владу и именовао Шапура Бахтијара, реформистичког критичара његове владавине, за новог премијера 4. јануара 1979. Бахтијарова влада је пала 11. фебруара и довела до исламске Република и стварање новог устава.
Члан 79. Устава Исламске Републике Иран забрањује проглашење ванредног стања без одобрења Исламске консултативне скупштине.

### Израел
Војно-административна влада је била на снази од 1949. до 1966. године у неким географским областима Израела са великом арапском популацијом, првенствено у Негеву, Галилеји и Троуглу. Становници ових крајева били су подвргнути ванредном стању. Израелске одбрамбене снаге су спроводиле строга правила боравка. Сваки Арапин који није регистрован у попису становништва у новембру 1948. је депортован. Дозволе војног гувернера су морале да се прибаве да би се путовало више од одређене удаљености од регистрованог места пребивалишта особе, а полицијски час, административни притвори и протеривања били су уобичајени. Иако је војна управа званично била за географска подручја, а не за људе, њена ограничења су се ретко примењивала на јеврејске становнике ових подручја. Почетком 1950-их, ванредно стање је престало да важи за оне арапске грађане који живе у претежно јеврејским градовима Јафа, Рамла и Лод, што сачињава укупно око 15% арапске популације Израела. Али војна владавина је остала на снази над преосталим арапским становништвом у другим деловима Израела до 1966. године.
Овај период се памти по екстремном гушењу политичких права, као и по неодговорној војној бруталности. Већина политичких и грађанских организација је била забрањена. Забрањено је било вијорење палестинске заставе, као и други изрази палестинског патриотизма. Штавише, упркос теоријској гаранцији пуних политичких права, војно владино особље је често упућивало претње арапским грађанима ако не гласају на изборима за кандидате које су власти фаворизовале. Можда најупечатљивији случај војне бруталности у овом временском периоду био је масакр у Кафр Касиму 1956. године, у којем је Израелска гранична полиција убила 48 људи (19 мушкараца, 6 жена и 23 деце од 8 до 17 година) док су се враћали кући са посла увече. Израелска војска је наредила да се у свим арапским селима у близини Зелене линије успостави полицијски час. Међутим, ова наредба је ступила на снагу пре него што су обавештени становници ових локалитета, укључујући и становнике Кафр Касима.
Након рата 1967. године, у којем је израелска војска окупирала Западну обалу, појас Газе, Голанску висораван у Сирији и Синајско полуострво у Египту, уведено је ванредно стање над палестинским становништвом, као и јорданским, сиријским и египатским становништвом у овим подручја. Године 1993. споразуми из Осла I омогућили су ограничену самоуправу Палестинаца под Палестинском националном управом. Званично, само делови Области Ц на Западној обали су под ванредним стањем.
Током рата у Либану 2006. године, министар одбране Амир Перец је прогласио ванредно стање над севером земље. Израелске одбрамбене снаге су добиле овлашћење да издају упутства цивилима и да затворе канцеларије, школе, кампове и фабрике у градовима за које се сматра да су под претњом напада, као и да уведу полицијски час у градовима на северу.

### Маурицијус
Маурицијус је познат као „Вестминстерски“ стил демократије, али посебан систем који је на Маурицијусу наметнут током периода грађанских немира 1968. године као хитна мера, никада није укинут и још увек га користе тамошње полицијске снаге до данас.